# 평포족

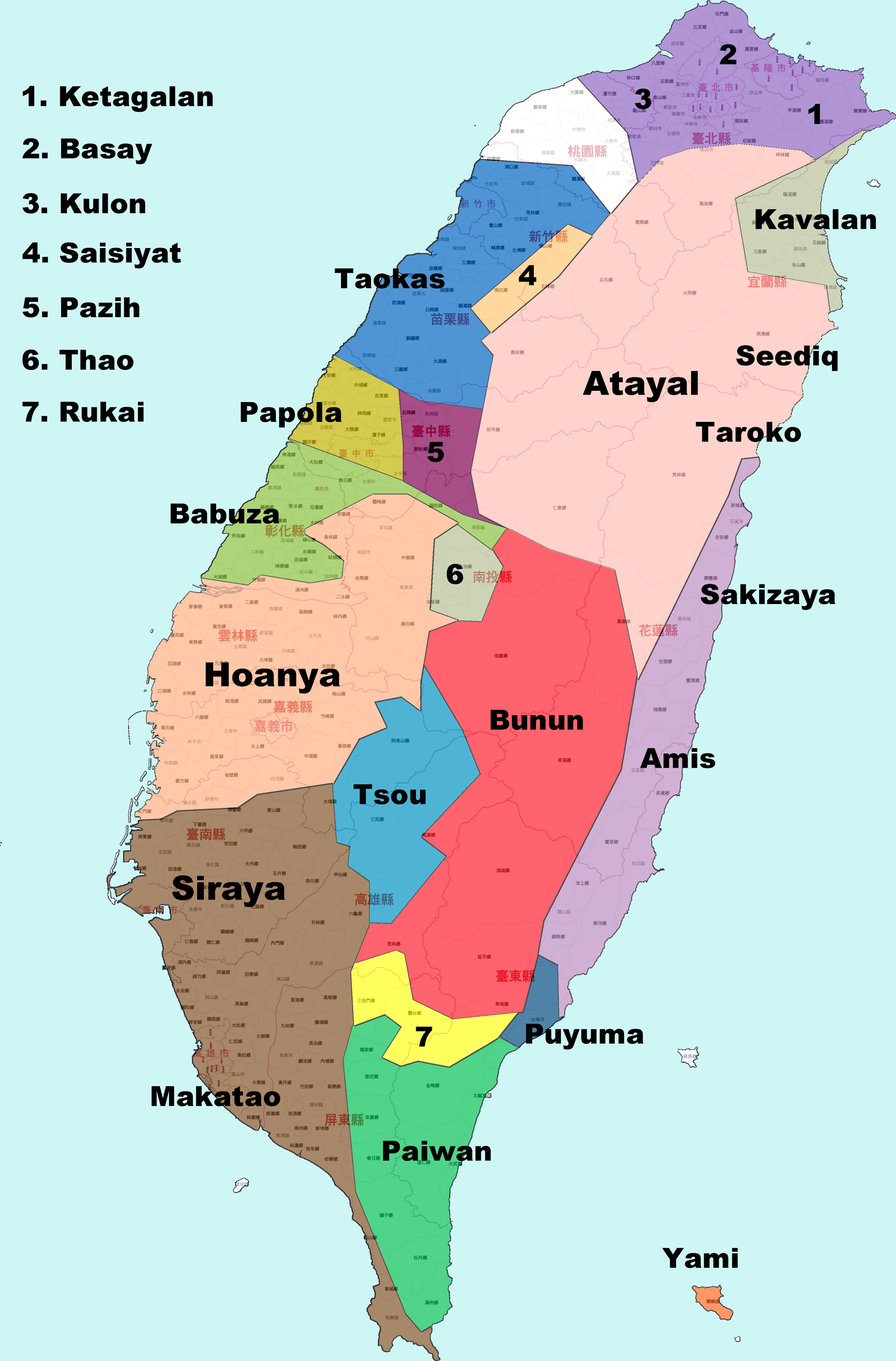
과거의 대만 원주민 분포

평포족(平埔族, 핑푸족)은 타이완에 사는 원주민 중 고산족이 아닌 민족을 통칭하는 말이다. 그러나, 평포족은 한화(漢化)되고 한족과의 통혼으로 한족계 본성인(漢族系本省人)과 섞여 구분되지 않기 때문에 중화민국 정부는 대부분의 평포족을 원주민으로 인정하지 않고 있다. 국가적 공인을 얻은 것은 크바란족뿐이며 일부 집단은 지방 정부에 의해 공인되어 있다.
평포족은 다음과 같이 분류되었다.
- 케타가란족(凱達格蘭族, Ketagalan)
  - 바사이족(巴賽族, Basay)
  - 쿠론족(亀崙族, Kulon)
- 카바란족(噶瑪蘭族, Kavalan)
  - 카우카우트족(猴猴族, Qauqaut)
- 타오카스족(道卡斯族, Taokas)
- 파제흐족(巴宰族 / 巴則海族, Pazeh)
  - 카하부족(噶哈巫族, Kaxabu)
- 파포라족(巴布拉族, Papora)
- 바부자족(巴布薩族 / 貓霧捒族, Babuza)
- 호안야족(洪雅族, Hoanya)
  - 아리쿤족(阿立昆族, Arikun)
  - 로아족(羅亞族, Lloa)
- 시라야족(西拉雅族, Siraya)
- 타이보안족(大武壠族 / 大満族, Taivoan)
- 마카타오족(馬卡道族, Makatao)